# Ilir Boçka
Ilir Boçka (ur. 10 stycznia 1950 w Gjirokastrze) – albański dziennikarz, polityk i dyplomata, w latach 1991–1992 minister spraw zagranicznych.

## Życiorys
W 1968 ukończył szkołę średnią w Tiranie. Przez dwa lata pracował w Kombinacie Tekstylnym im. Stalina w Tiranie jako robotnik. W latach 1969–1972 odbywał zasadniczą służbę wojskową. Po zakończeniu służby rozpoczął pracę jako tłumacz języka niemieckiego w Albańskiej Agencji Telegraficznej. Jednocześnie rozpoczął studia na Wydziale Prawa Uniwersytetu Tirańskiego, które ukończył w 1977.
W 1981 rozpoczął pracę w dziale zagranicznym dziennika Zëri i Popullit, w tym samym roku wstąpił do Albańskiej Partii Pracy i przeszedł do pracy w ministerstwie spraw zagranicznych. W ministerstwie zajmował początkowo stanowisko referenta, awansując po kilku latach na stanowisko dyrektora wydziału. W 1986 został wysłany do Bonn, gdzie rok później po normalizacji stosunków albańsko-niemieckich objął stanowisko ambasadora Albanii w RFN. Misję swoją pełnił do zjednoczenia Niemiec w 1990.
W czerwcu 1991 objął stanowisko wiceministra spraw zagranicznych, a w grudniu tego roku ministra w rządzie Vilsona Ahmetiego. Po przejęciu władzy przez Demokratyczną Partię Albanii w 1992 utracił swoje stanowisko i rozpoczął pracę konsultanta dla zagranicznych przedsiębiorców, inwestujących w Albanii. W 1997 po upadku piramid finansowych objął stanowisko dyrektora departamentu informacji przy Radzie Ministrów. W latach 1998−2000 zajmował stanowisko wiceministra obrony. Od listopada 2000 do lipca 2007 przebywał w Brukseli, gdzie kierował przedstawicielstwem albańskim przy NATO.
W latach 2008–2010 przebywał w Indiach, gdzie zajmował się organizowaniem albańskiego przedstawicielstwa dyplomatycznego w tym kraju. Po powrocie do kraju objął kierownictwo Wydziału Azji i Afryki w ministerstwie spraw zagranicznych. W latach 2014-2023 pełnił funkcję ambasadora Albanii w Serbii.
Jest żonaty (żona Aferdita), ma dwóch synów.